# Творуг (гмина)
Творуг (пол. Tworóg) — сельская гмина (волость) в Польше, входит как административная единица в Тарногурский повет, Силезское воеводство. Население — 8157 человек (на 2004 год).

## Демография
| Перепись                       | Всего   | Всего | Женщины | Женщины | Мужчины | Мужчины |
| ------------------------------ | ------- | ----- | ------- | ------- | ------- | ------- |
| Единицы                        | человек | %     | человек | %       | человек | %       |
| Население                      | 8 157   | 100   | 4119    | 50,5    | 4038    | 49,5    |
| Плотность населения (чел./км²) | 65,3    | 65,3  |         |         |         |         |

## Солецтва

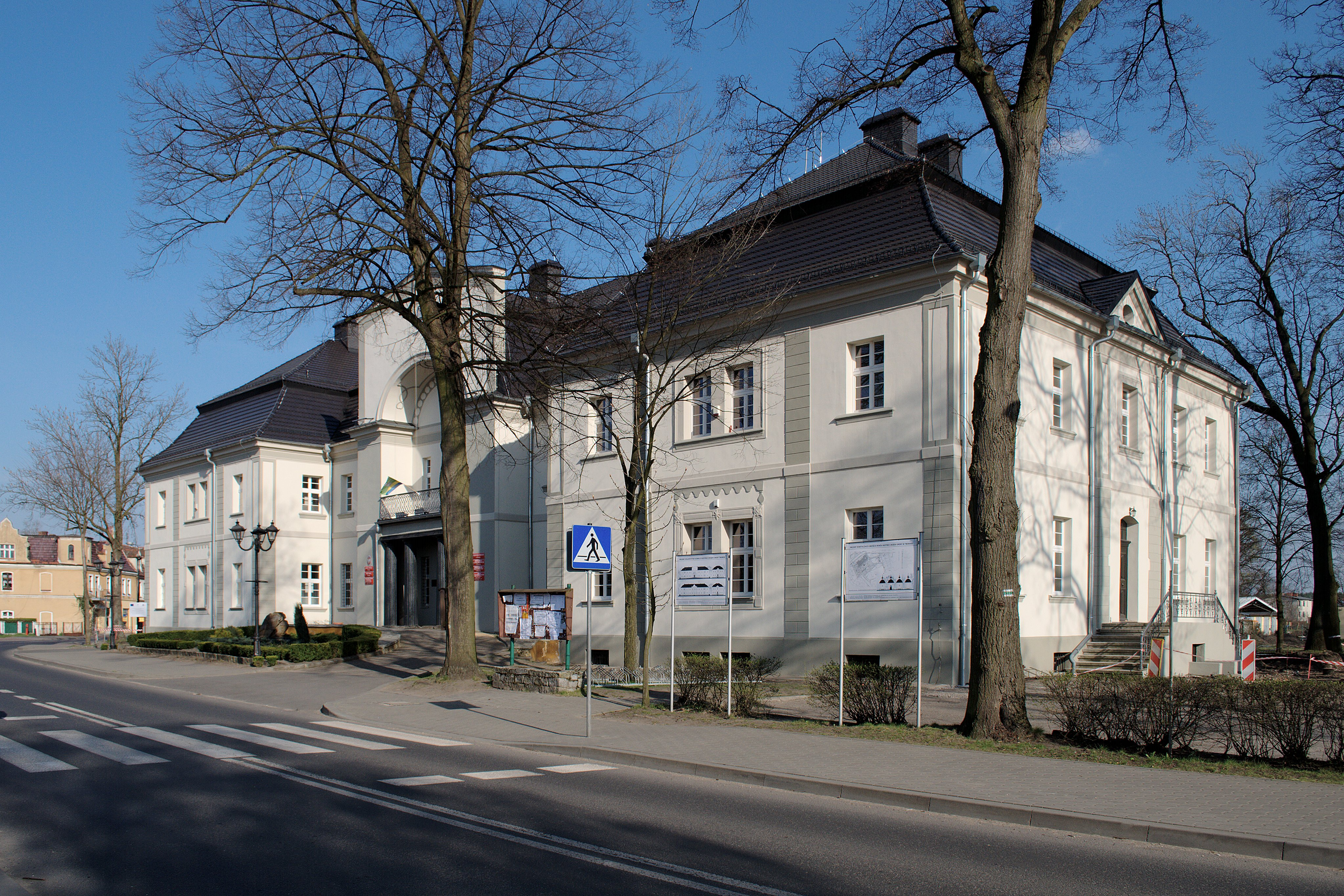
Творуг - Муниципальный офис

1. Борушовице
2. Брынек
3. Войска
4. Коты
5. Миколеска
6. Нова-Весь-Твороска
7. Поломя
8. Свинёвице
9. Творуг — центр гмины
10. Ханусек